# اندرو لی
اندرو لی (به انگلیسی: Andrew Lih) (زادهٔ ۱۹۶۸ میلادی) محقق و مشاور و نویسندهٔ رسانه‌های جدید چینی_آمریکایی است. او همچنین دارای مقامی در  ویکی‌پدیا و درگیر در موضوع سانسور اینترنتی در جمهوری خلق چین است. لی، در سال ۲۰۱۳ به‌عنوان دانش یار روزنامه‌نگاری در دانشگاه آمریکایی در واشینگتن دی‌سی منصوب شد.او به‌عنوان دانشمند و استادی که در حال مطالعه فرهنگ‌های مختلف فناوری باز، مانند ویکی‌پدیا و ویکی‌مدیا می‌باشد، شناخته شد.
او در حال حاضر ویکی‌مدین بزرگ در مؤسسه اسمیتسونیان و استراتژیست ویکی‌مدیا در موزه هنر متروپولیتن در شهر نیویورک است.

## زندگی و شغل
لی از سال ۱۹۹۰ تا ۱۹۹۳ به عنوان مهندس نرم‌افزار در آزمایشگاه AT&T Bell مشغول به کار بود. او در سال ۱۹۹۴ استارت ‌آپ رسانه‌ای جدید Mediabridge Infosystems, Inc را تأسیس کرد. او همچنین مدرک کارشناسی ارشد خود را در رشته علوم کامپیوتر از دانشگاه کلمبیا در سال ۱۹۹۴ دریافت کرد.
از سال ۱۹۹۵ تا ۲۰۰۰، او به عنوان استاد کمکی روزنامه‌نگاری در کلمبیا و مدیر فناوری مرکز رسانه‌های جدید آنها خدمت کرد.
در سال ۲۰۰۰، او آزمایشگاه طراحی تعاملی کُلمبیا را تشکیل داد که با دانشکده هنرهای دانشگاه همکاری داشت تا طراحی تعاملی را برای داستان‌ها و غیر داستانی ازجمله تبلیغات، اخبار، مستندها و فیلم‌ها بررسی کند. بلافاصله پس از آن، لی به عنوان استادیار و مدیر فناوری در مرکز مطالعات روزنامه‌نگاری و رسانه دانشگاه هنگ کنگ مشغول به کار شد.
او سپس به پکن، چین نقل مکان کرد و تا سال ۲۰۰۹ در آنجا ساکن بود. در سال ۲۰۱۳، او دانشیار دانشکده ارتباطات دانشگاه آمریکایی در واشینگتن دی سی شد.

## فعالیت ویکی‌پدیا
لی یک مشارکت‌کننده و مدیر ویکی‌پدیا در ویکی‌پدیای انگلیسی است. او در سال ۲۰۰۹ کتاب «انقلاب ویکی‌پدیا: چگونه یک دسته از هیچ‌کس بزرگ‌ترین دانشنامه جهان را ایجاد کردند» را منتشر کرد. لی تاکنون با سلان , وبلاگ فریکونومیکس، نیویورک تایمز، و NPR Talk of the Nation به‌عنوان کارشناس در ویکی‌پدیا مصاحبه کرده‌است.

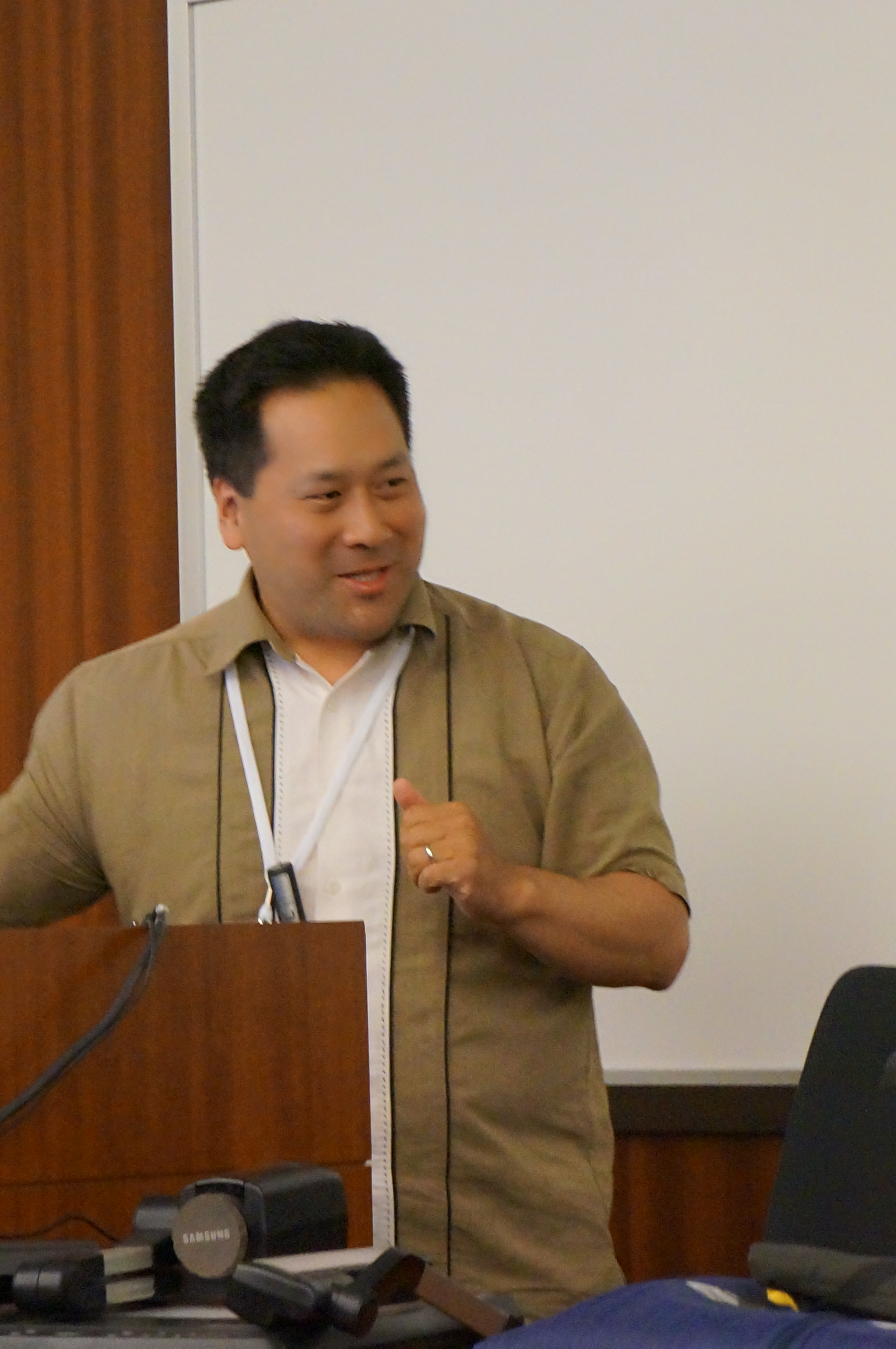
ویکی کنفرانس ایالات متحده آمریکا در سال ۲۰۱۴.

لی معتقد است که چون ویرایش ویکی‌پدیا با تلفن‌های هوشمند دشوار است، بنابراین مشارکت‌کنندگان بالقوه جدید را دلسرد می‌کند. او همچنین اعلام کرد که برای چندین سال متوالی، تعداد ویراستاران ویکی‌پدیا در حال کاهش است و اختلاف نظر جدی بین مشارکت‌کنندگان موجود در مورد چگونگی حل این مشکل وجود دارد. در سال ۲۰۱۵، لی ابراز نگرانی کرد که این موقعیت‌ها ممکن است آینده بلند مدت ویکی‌پدیا را به خطر بیندازند.